# Kerk van Fransum
De kerk van Fransum is een romaans kerkje dat oorspronkelijk dateert uit de middeleeuwen, in het dorp Fransum in de Nederlandse gemeente Westerkwartier.

## Beschrijving

### Exterieur
Bij een bodemonderzoek in 1948 werd vastgesteld dat de kerk geen voorgangers heeft gehad. Het kerkgebouw bestaat uit een zaalkerk met een schip van 2 traveeën en een driezijdig gesloten koor. De kerk werd opgetrokken in het begin van de 13e eeuw, hetgeen onder andere zichtbaar is aan de nog oorspronkelijke korfboogvorm van de later dichtgemetselde noordelijke toegang en aan de smalle lisenen. Het schip is het oudste deel van de kerk. Het koor en de westgevel zijn de jongste delen. In het gebouw zijn aanwijzingen gevonden dat het koor oorspronkelijk iets smaller was en recht gesloten is geweest, vergelijkbaar met de huidige kerk van Hoogkerk. Het wordt waarschijnlijk geacht dat de kerk vroeger overwelfd geweest is, maar het is onzeker wanneer deze gewelven verwijderd zijn. Het koor werd net als de kerk van Leegkerk en op dezelfde wijze verbouwd in het 2e kwart de 16e eeuw, waarschijnlijk nadat beide kerken beschadigd waren geraakt door oorlogshandelingen tijdens de Saksische Vete of de Gelderse Oorlogen. Mogelijk werd toen ook de westgevel met een (later dichtgemaakt) spitsboogvenster toen opnieuw opgetrokken, maar dit is onzeker. Tevens werden bij deze verbouwing een aantal tweemaal versneden steunberen geplaatst bij het koor.
De kerk heeft een dakruiter uit 1809, die wordt ondersteund door een standvink met schoren. Later werd hier omheen een muur gemetseld, die de kerk sindsdien verdeeld in een voorportaal en de kerkruimte zelf. De dakruiter bestaat uit een bijzondere constructie, die echter wel vaak onderhoud nodig heeft. De oorspronkelijke kerkklok, die in 1704 gegoten was door Mammes Fremy, werd in 1942 geroofd door de Duitse bezetter. In 1999 werd hiervoor in de plaats een klok uit 1958 uit de Salvatorkerk van Beverwijk geplaatst. Naast de klok hangt er ook een achtkantige lantaarn in de dakruiter.

### Interieur
Het kerkje bevat de oudste bakstenen preekstoel van Nederland, die dateert uit de 14e of 15e eeuw De kuip wordt gedragen door een vroeggotisch natuurstenen kapiteel. Vroeger was de preekstoel in baksteenmotief geschilderd; rood met witte voegen. In 1995 werd de preekstoel wit gepleisterd. Het klankbord van de preekstoel bevindt zich in het openluchtmuseum in Arnhem. 
In de noordoostelijke muur van de koorsluiting bevindt zich een sacramentsnis en in de zuidoostelijke muur een piscina.
Het meubilair van de kerk bestaat hoofdzakelijk uit knopstoelen met biezen zittingen, die waarschijnlijk stammen uit de tijd van het hervormde bezinningscentrum in de jaren 1950 en vervolgens meeverhuisden naar de kerk van Aduard. De vroedschap haalde in de jaren 1970 in eerste instantie stoelen uit de bovenzaal van De Harmonie in Groningen, maar verkreeg vervolgens de knopstoelen uit de kerk van Aduard. Sinds 1974 staat in de kerk ook een neobarok kabinetorgel van het type Fugato van de orgelbouwers Pels & Van Leeuwen uit 1972. Aan het plafond hangen 19e-eeuwse petroleumlampen, die in de jaren 1950 werden geschonken door de doopsgezinde gemeente uit Noordhorn.
In de bevinden zich een tweetal grafzerken uit de 15e eeuw en ook een aantal grafzerken uit de 17e eeuw.

### Gebruik

#### Kerkgemeente
De kerk van Fransum lag tussen de landerijen van het klooster van Aduard en was waarschijnlijk volledig afhankelijk van dit klooster. Het kon zich daardoor niet ontwikkelen tot een dorp. Ook na de reductie, toen de kloosterlanderijen in handen van de provincie kwamen, gebeurde dit niet doordat het dorp Aduard deze functie op zich nam en niet het afgelegen Fransum. De kerk werd toen een 'provinciale kerk', wat wil zeggen dat de provincie Groningen de zorg voor de kerk op zich nam. Zo werd het gebouw in opdracht van de provincie hersteld in 1646 en 1791. Bij de laatste reparatie werd de toren vanwege de bouwvalligheid volledig vernieuwd. Gezien het jaartal 1809 dat vroeger in de dakpannen te zien was werd waarschijnlijk in dat jaar het dak vernieuwd. Waarschijnlijk werden toen ook de ramen vergroot en vernieuwd en de huidige dakruiter geplaatst.
Het kerspel van de kerk omvatte in de middeleeuwen ook het dorpje Den Ham, maar in 1555 splitste Den Ham zich af van Fransum. Na de reductie werd Fransum eerst in 1606 gecombineerd met de kerk van Feerwerd, vervolgens met Aduard. In 1611 werd de kerk weer gecombineerd met Den Ham, wat tot heden zo gebleven is.
Rond 1843 stonden er in het hele kerspel 29 huizen, waar ongeveer 170 mensen woonden. In 1909 verlieten de laatste kerkgangers het kerkgebouw van Fransum en werd de kerkgemeente Den Ham-Fransum voortgezet vanuit de kerk van Den Ham. 

#### Verval en voorstel tot verplaatsing naar het openluchtmuseum
De kerk verviel na het vertrek van de kerkgemeente snel en raakte overgroeid met hedera. In 1916 verzocht het provinciaal bestuur van Groningen het Rijk om geld voor restauratie, maar deze voerde de Eerste Wereldoorlog en de beperkte middelen aan als argumenten om dit verzoek af te wijzen. 
In de eerste helft van de jaren 1930 lobbyde de vereniging 'Het Openlucht-Museum' ervoor om de kerk af te breken en weer op te bouwen in het openluchtmuseum in Arnhem. Zij werd hierin gesteund door de kerkvoogden. Omdat het gebouw als bouwkundig monument volgens een verslag van de Provinciale Groningsche Archeologische Commissie over de jaren 1933-1936 niet voldoende kwaliteiten zou bezitten om in aanmerking te kunnen komen voor een restauratie op kosten van het Rijk, de provincie en de 'burgerlijke' gemeente, vond deze commissie dat zij zich niet tegen het voorstel voor de verplaatsing van de kerk mocht verzetten, al vond zij het geen wenselijke situatie. Het museum diende zelf de afbraak en het vervoer te bekostigen. Vanuit Groningen klonken echter ook tegengeluiden. Zo schakelde schilder Johan Dijkstra stichting Het Groninger Landschap in om de verhuizing te voorkomen.
Vanwege de hoge kosten van het vervoer in de crisisjaren werd eind jaren 1930 de verhuizing uitgesteld. Wel werd in de oorlogsjaren het klankbord van de preekstoel overgebracht naar het museum. Nadat men jarenlang niets had gehoord van het museum, werd uiteindelijk in overleg met 20 gemeenteleden besloten om van de schenking af te zien. Het kerkje bleef dus in Fransum en raakte steeds verder begroeid met klimop, waardoor het verval nog harder ging. Meningsverschillen tussen architect G. Sturm van de Rijksdienst voor Cultureel Erfgoed enerzijds, die de kerk liever radicaal liet restaureren en de directeur van het openluchtmuseum Siebe Jan Bouma en correspondent van het Rijksbureau voor de Monumentenzorg Rhijnvis Feith anderzijds, die in verband met de bijzondere sfeer niet te veel aan het pand wilden wijzigen en de klimop (die reeds bezig was een balk te ontzetten uit de muur) zoveel mogelijk in stand wilden houden. Dit leidde ertoe dat er geen geld vanuit het Rijk kwam tot na de Tweede Wereldoorlog en alleen onder voorwaarde dat de visie van Sturm werd nagevolgd. Tussen 1948 en 1950 werd de kerk hersteld onder leiding van architect Jans Boelens. Daarbij bleek dat de muren van de kerk in zeer slechte staat verkeerden. De westgevel, die waarschijnlijk op een verkeerde wijze was opgetrokken uit afbraaksteen, moest zelfs bijna volledig opnieuw worden opgetrokken. Het grenen meubilair was dusdanig vermolmd, dat het uit de kerk moest worden verwijderd. Alleen het opzetstuk van de begin-18e-eeuwse herenbank bleef gespaard en werd herplaatst boven een dienstvertrek in het voorportaal. Tijdens de restauratie werden opgravingen verricht door professor Van Giffen, die onder andere een aantal urnen, spinsteentjes en een benen naald aantrof in de bodem onder de kerk.

#### Later gebruik
In 1953 trok het hervormde bezinningscentrum van dominee Everard Jean Francois Smits in het pand om er twee- of driemaal per zomer bijeen te komen om er te spreken over onderwerpen uit het noordelijk gebied op het vlak van geschiedenis en cultuur. Omdat het pad naar de kerk echter verwerd tot een modderpad en de toenmalige gemeente Aduard weigerde om geld voor herstel van het pad beschikbaar te stellen, besloot het bezinningscentrum uiteindelijk in 1965 om naar de kerk van Aduard te verkassen. In zijn laatste preek in Fransum in 1965 sprak Smits over de 'doodse verlatenheid' die nu op Fransum zou neerdalen. De kerkvoogdij wilde daarop van het gebouw en het kerkhof af in verband met de onderhoudskosten. In 1968 droeg ze daarom kerk en kerkhof over aan de Nederlandse Monumentenstichting in Den Haag.  
In 1971 probeerde de Nederlandse Monumentenstichting een kunstenaar te vinden om de kerk aan te verhuren als atelier. De Stichting Oude Groninger Kerken, die de kerk zelf wel wilde overnemen, vond dit misbruik en kwam hiertegen in verweer. Uiteindelijk werd de kerk daarop verhuurd aan de Vereniging voor Huismuziek, die de Stichting Vroedschap oprichtte, die zich sindsdien sterk maakt voor behoud van het kerkje. 
In 1979 werd de kerk door de Nederlandse Monumentenstichting overgedragen aan de Stichting Oude Groninger Kerken.
Van 1994 tot 1995 werd het interieur van de kerk gerestaureerd, waarbij onder andere centrale verwarming werd aangelegd en de preekstoel wit werd gepleisterd.   

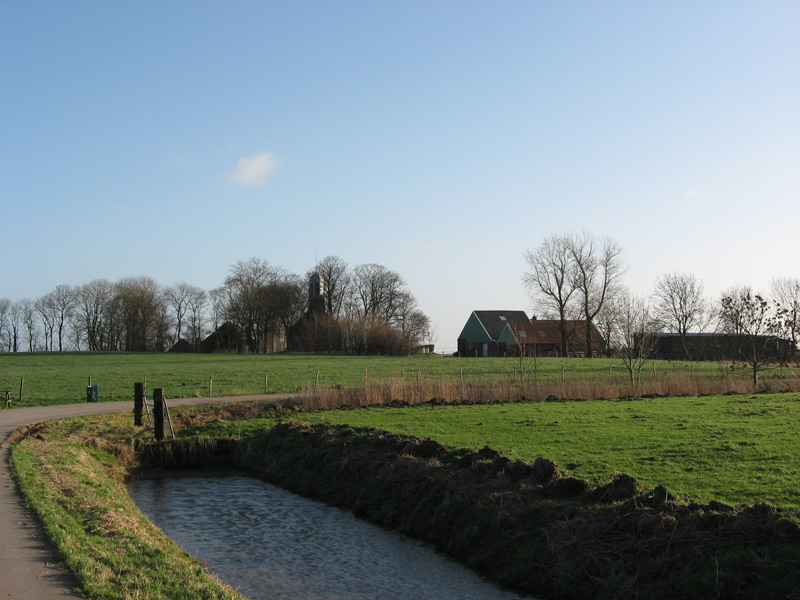
De wierde met de kerk gezien vanaf de weg
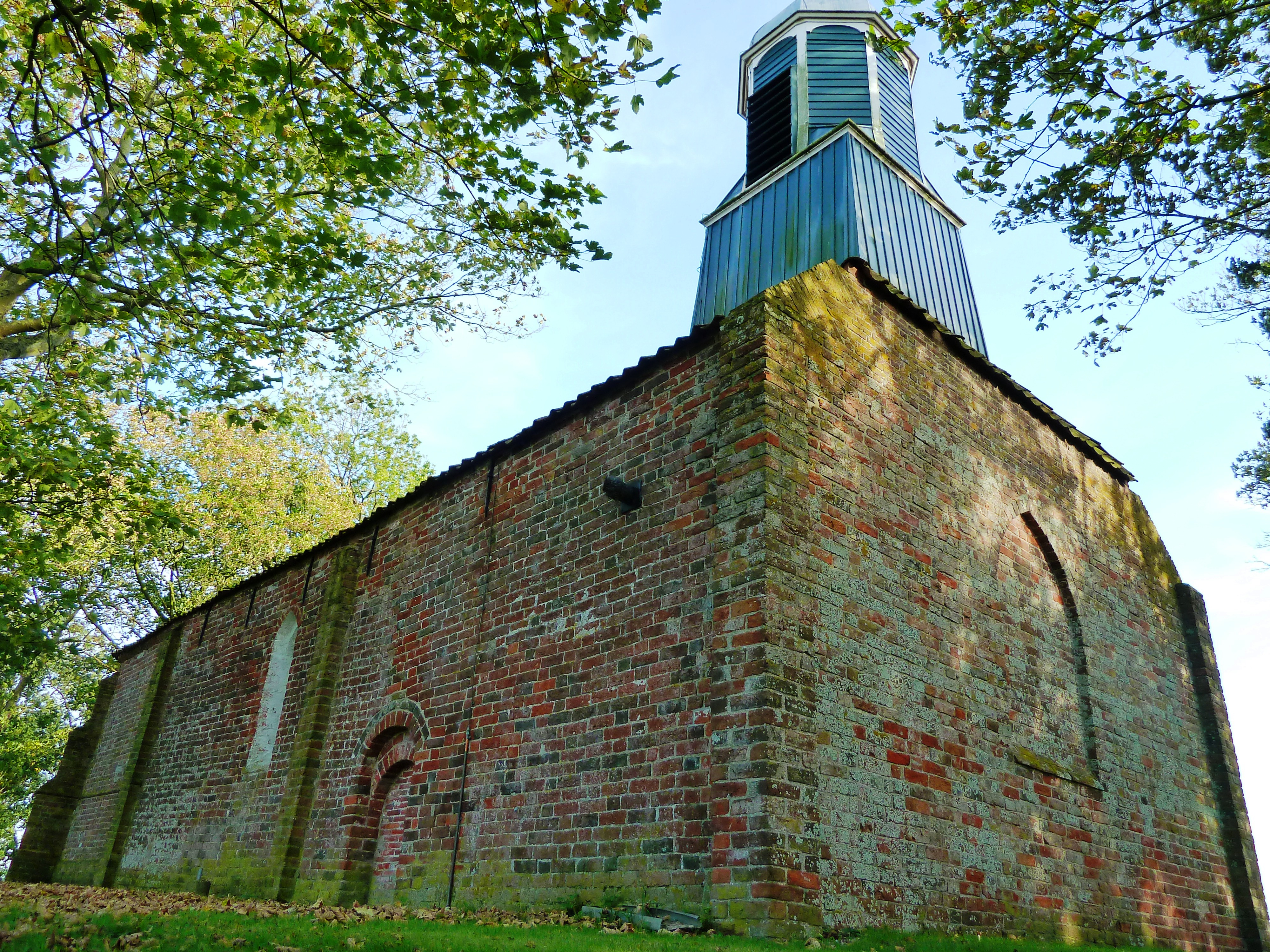
Achterzijde kerk
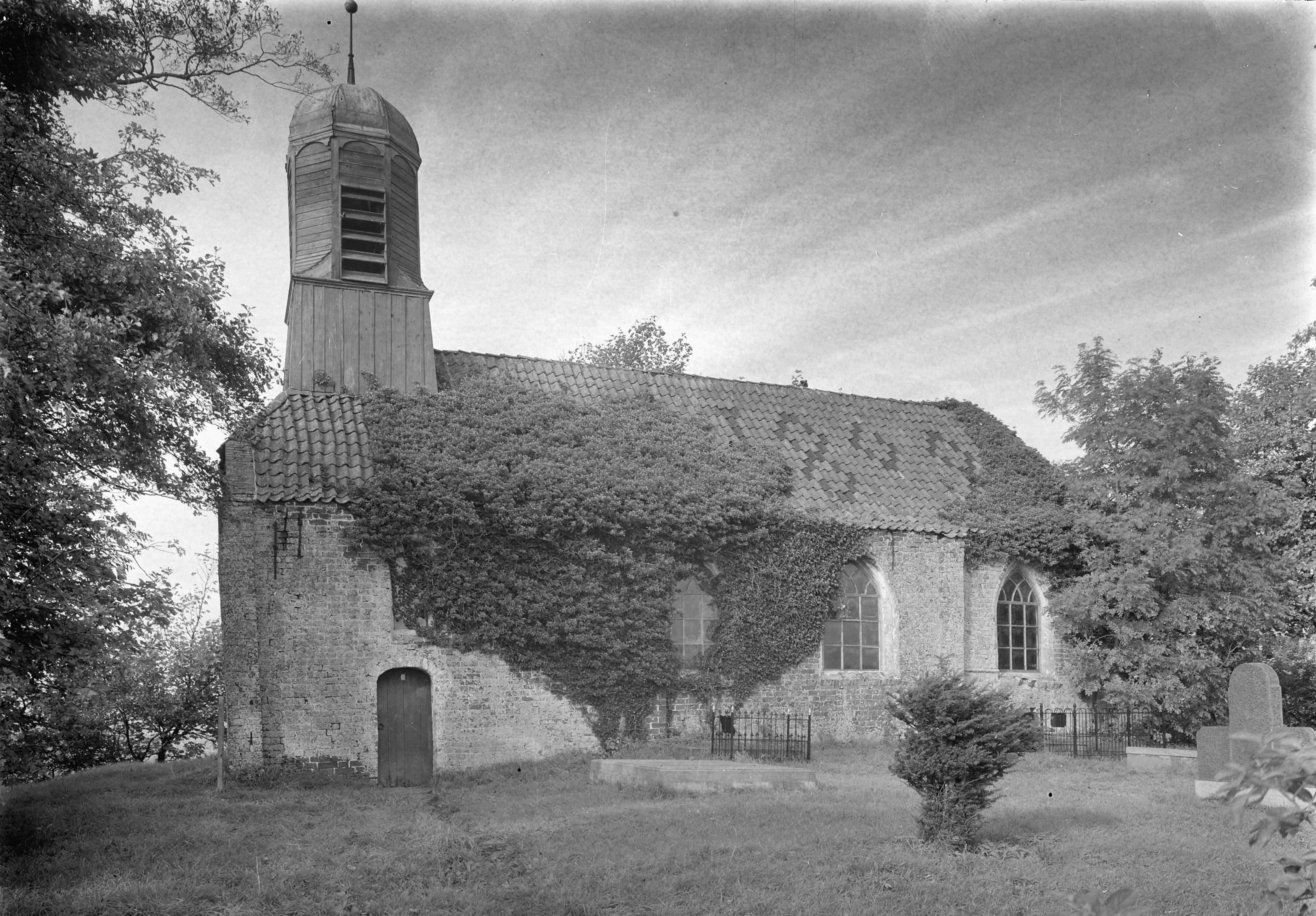
Exterieur in 1941. De kerk was toen begroeid met klimop en in de dakpannen is het jaartal 1809 zichtbaar.
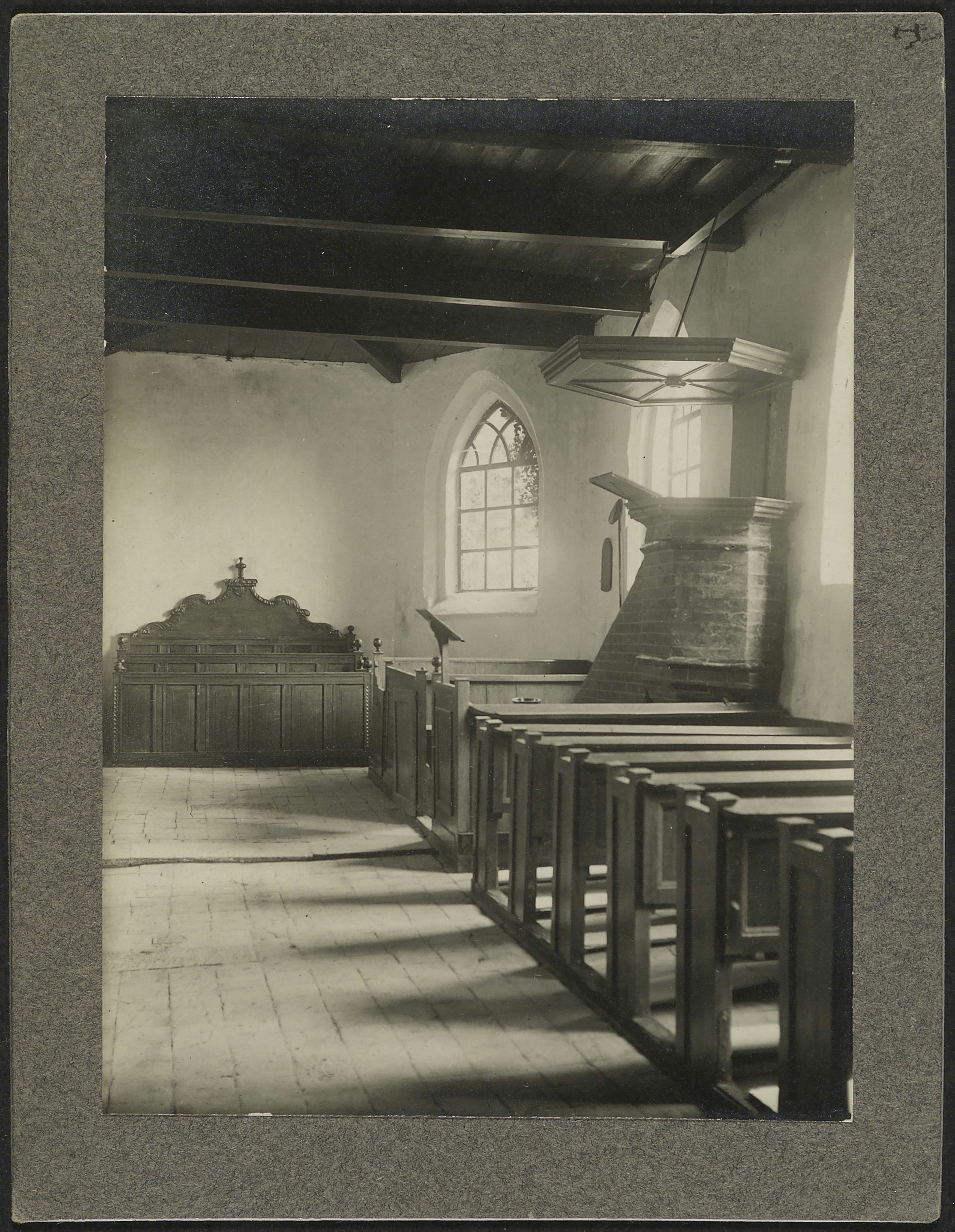
Interieur (1916)
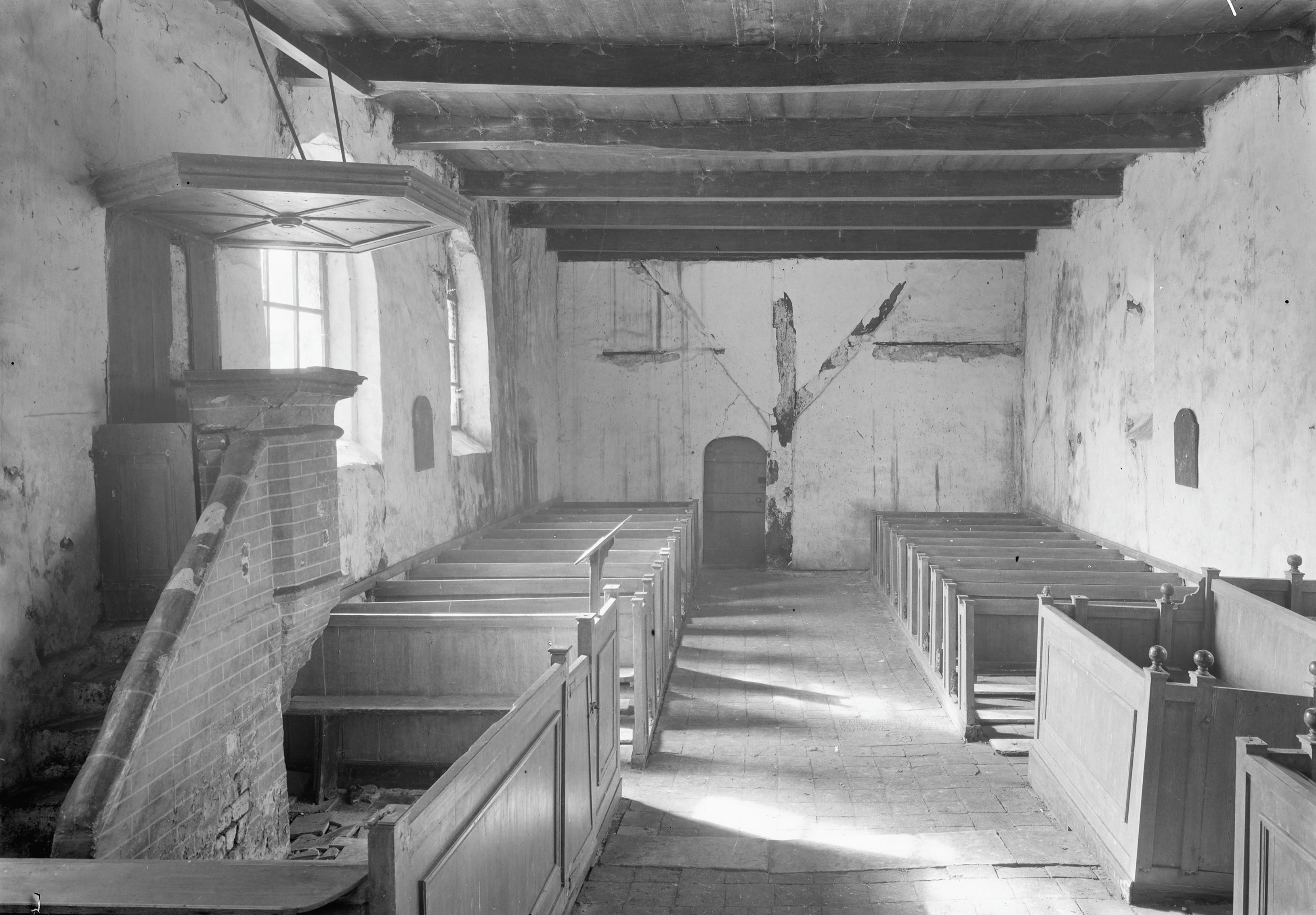
Interieur (1941). De preekstoel was toen nog gepleisterd in baksteenmotief en bezat nog zijn klankbord.
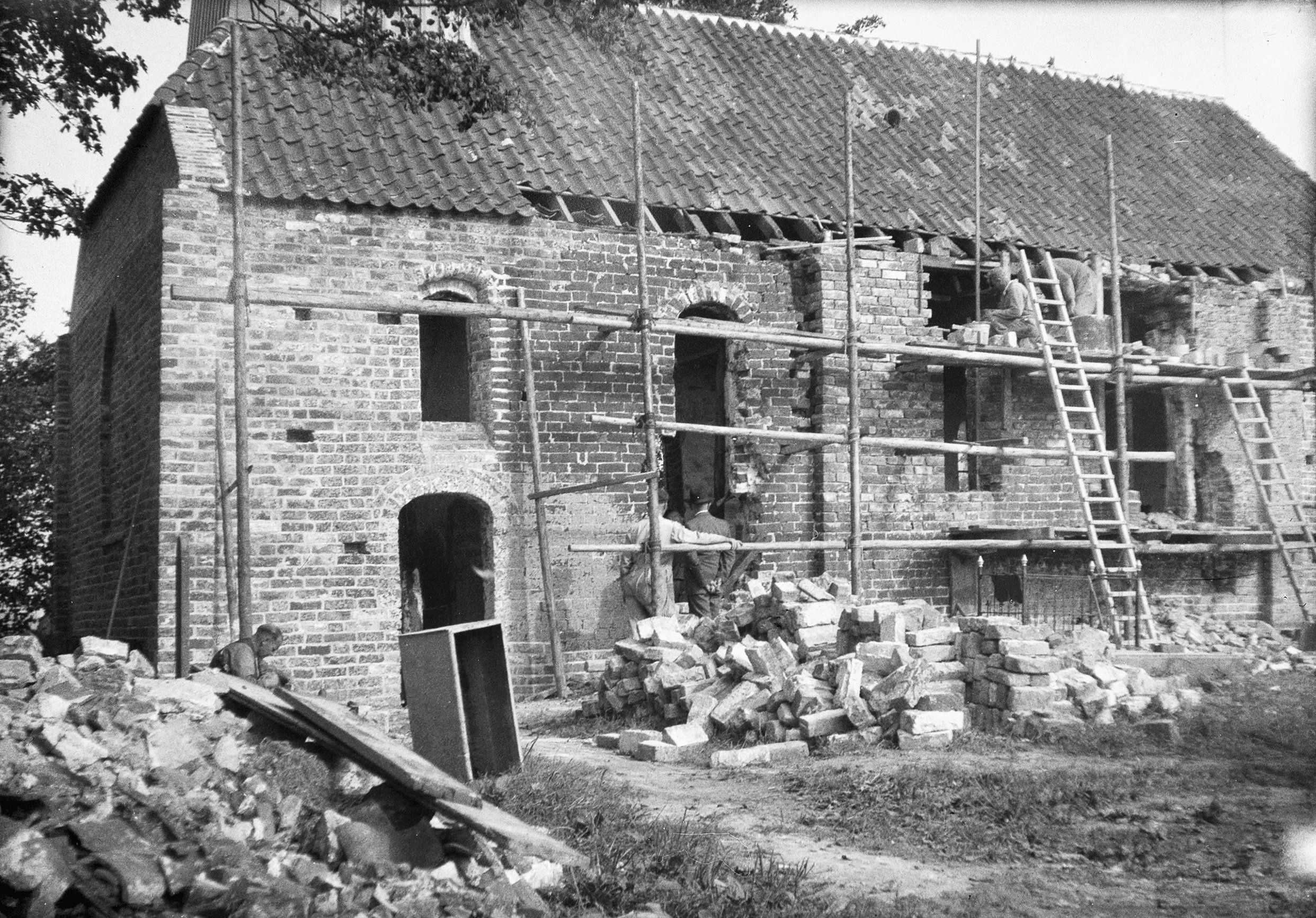
Zuidgevel tijdens restauratie (1949)
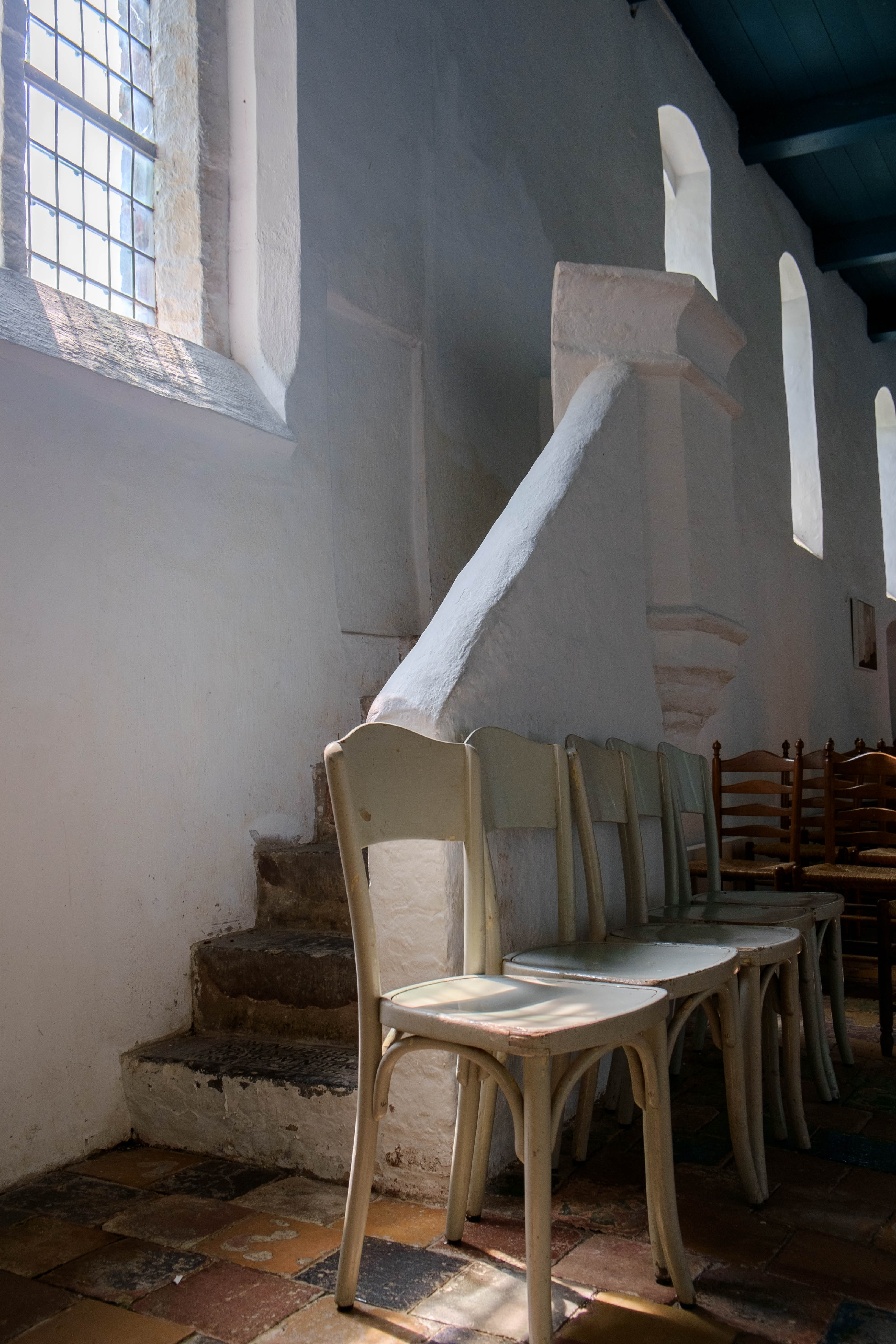
Gepleisterde bakstenen preekstoel
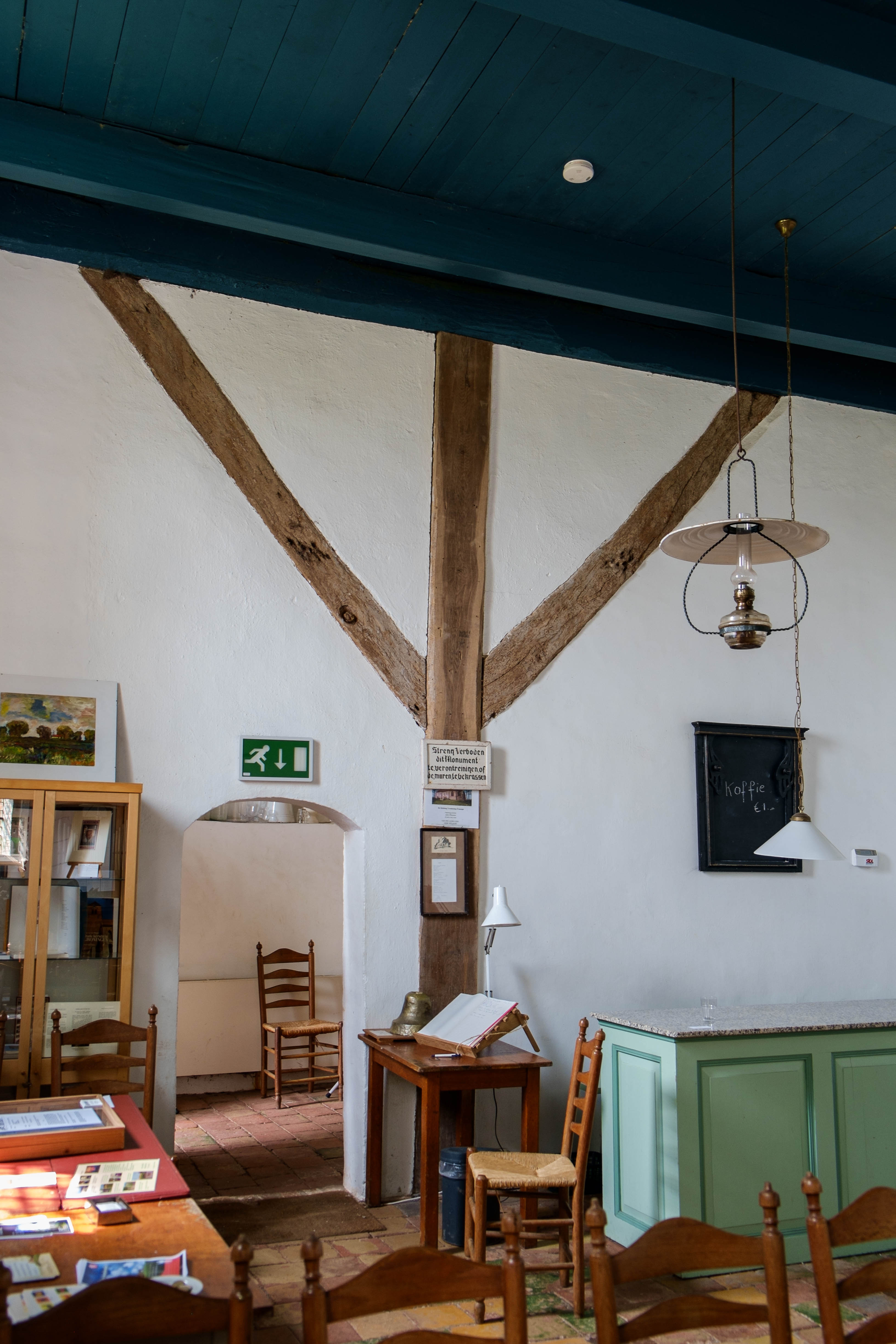
Standvink met oud verbodsbordje in de kerk

## Trivia
- De dichter C.O. Jellema schreef het gedicht Kerkje van Fransum met de slotregels: "ik zit in het gras / tussen jouw zerken, zo ben je het mooist: / dicht, van het uitblijvend antwoord de schrijn".[6]